# Delta Trianguli Australis
Delta Trianguli Australis (δ Trianguli Australis, förkortat Delta TrA, δ TrA) som är stjärnans Bayerbeteckning, är en ensam stjärna belägen i den norra delen av stjärnbilden Södra triangeln. Den har en skenbar magnitud på 3,86 och är synlig för blotta ögat där ljusföroreningar ej förekommer. Baserat på parallaxmätning inom Hipparcosuppdraget på ca 5,4 mas, beräknas den befinna sig på ett avstånd på ca 610 ljusår (ca 186 parsek) från solen.

## Egenskaper
Delta Trianguli Australis är en gul till vit ljusstark jättestjärna i huvudserien av spektralklass G5 II. Den en radie som är ca 43 gånger större än solens och utsänder från dess fotosfär ca 1 200 gånger mera energi än solen vid en effektiv temperatur av ca 4 950 K. 
Delta Trianguli Australis har en visuell följeslagare av 12:e magnituden separerad med 30 bågsekunder.